# 李斉運
李 斉運（り せいうん、725年 - 796年）は、唐の宗室。字は仲達。

## 経歴
中山郡王李琚（建寧郡公李瑒の子）の子として生まれた。蔣王李惲の曽孫にあたる。寧王府東閤祭酒を初任とし、七度異動して監察御史となった。江淮都統李峘の幕府に召し出された。工部郎中から長安県令となり、京兆少尹・陝王府長史を歴任した。建中4年（783年）、河中尹・晋絳慈隰観察使に転じた。李懐光は涇原の兵変を鎮圧するため、兵を急がせて河中府に到着した。兵が疲れていたため、3日休養させた。斉運が全力を尽くして食事を供したので、軍人たちはみな喜んだ。李懐光が反乱を起こすと、兵を動員して河中府に帰り拠ろうとした。斉運は対抗できず、河中府を放棄して逃走した。京兆尹に任じられ、御史大夫を兼ねた。ときに朱泚の反乱軍が長安に拠っており、李晟の軍が東渭橋に駐屯していた。斉運は騒擾の中で夫役を徴募して、城塁を版築で突き固め、藁を飛ばし粟を輓いて李晟を応援した。こうして李晟の長安奪回に多大な貢献があった。
貞元年間、蝗害と旱魃が起こったが、斉運には統治の技術がなく、韓洄が代わって京兆尹となった。斉運は宗正寺卿に転じ、御史大夫・閑厩宮苑使を兼ねた。検校礼部尚書となり、殿中監を兼ねた。ほどなく殿中監を兼ねたまま、正式に礼部尚書に任じられた。その後の十数年は、宰相が内殿で諮問に答えた後、斉運が次に進言して、その対処を献策し、衆議による決定としていた。斉運には学問や技術がなく、重要な道理を知らず、甘言によって徳宗の信頼を得ていた。斉運の推薦した李錡が浙西観察使となると、その受け取った賄賂は数十万に上った。また斉運の推挙した李詞が湖州刺史となると、財産を不正に蓄えたと告発された。徳宗は斉運に罪を連座させなかった。斉運は病にかかり、1年あまり参朝できず、朝廷は宦官を斉運の邸に派遣して裁定させた。のちに斉運は妾の衛氏を正室とし、官は礼部尚書にあって、冕服でその礼を行ったので、人士の笑いものになった。貞元12年（796年）、死去した。享年は72。尚書左僕射の位を追贈された。

## 伝記資料
- 『旧唐書』巻135 列伝第85
- 『新唐書』巻167 列伝第92